# Crna legija

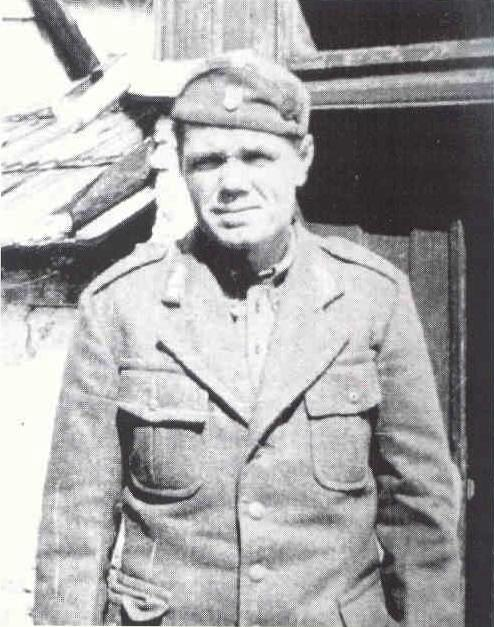
Rafael Boban

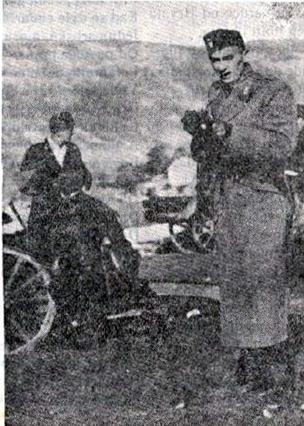
Jure Francetić (vpravo)

Crna legija (Černá legie) byla elitní jednotka ustašovského vojska v NDH. Velitelem legie byl Jure Francetić a jeho zástupcem Rafael Boban. Skupina bojovala proti partyzánům a četnikům. 
Legie vznikla v září 1941 jako 1. ustašovský pluk. Tvořili ji převážně bosenští muslimové a chorvatští uprchlíci z východní Bosny, kde velké masakry prováděli Četnici a v menší míře jugoslávští partyzáni.[1] Ve známost vešla pro odhodlaný boje proti Četnikům a partyzánům a masakry srbských civilistů. Veliteli legie byli plukovník Jure Francetić a major Rafael Boban. Skládala se z 1000 až 1500 vycvičených mechanizovaných pěšáků.

## Historie
Jako datum vzniku se uvádí 3. září 1941. Velitelem byl ustanoven Jure Francetić jako i náčelník Hlavního stanu pro Bosnu. Legie působila v letech 1941–1945 v prostoru Bosny, Hercegoviny a Sandžaku. Po bitvě u Kupresu byly 1. a 2. prapor legie použity k vytvoření kádru pro nově vytvořenou 5. stálou aktivní brigádu, která byla svěřena pod velení Rafaela Bobana a v prosinci 1944 začleněna do 5. divize chorvatských ozbrojených sil.
Roku 1945 se účastnila bojů u Bleiburgu.
V období Chorvatské války za nezávislost chorvatští nacionalisté užívali a dosud užívají v propagandě historickou památku Crne legije, jakož i propagaci myšlenky obnovy NDH v jeho bývalých hranicích.